# كابيزون دي لا سايرا
بلدية كابيزون دي لا سايرا (بالإسبانية: Cabezón de la Sierra)‏, هي إحدى بلديات مقاطعة برغش, التي تقع في منطقة قشتالة وليون, والتي تقع في شمال غرب إسبانيا.
يبلغ عدد سكانها 75 نسمة وفقاً لإحصائية سنة (2002).